# Geoffrey Jourdren
Pour les articles homonymes, voir Jourdren.
Geoffrey Jourdren, né le 4 février 1986 à Meaux, est un footballeur français, qui évolue au poste de gardien de but. Il commence sa carrière professionnelle au Montpellier Hérault Sport Club en 2006, et quitte le club héraultais à la fin de la saison 2016-2017, pour rejoindre l'AS Nancy-Lorraine.
Il possède à son palmarès le titre de champion de France obtenu en 2012.
Il est le père de Ilan Jourdren, actuellement joueur dans les sections jeune du RC Lens.

## Biographie

### Débuts montpelliérains
Préformé à l'INF Clairefontaine, il est médiatisé très jeune à la suite du documentaire À la Clairefontaine sur la formation de la promotion 86, produit par Canal+, où l'on retrouve d'autres stagiaires comme Hatem Ben Arfa ou Abou Diaby.

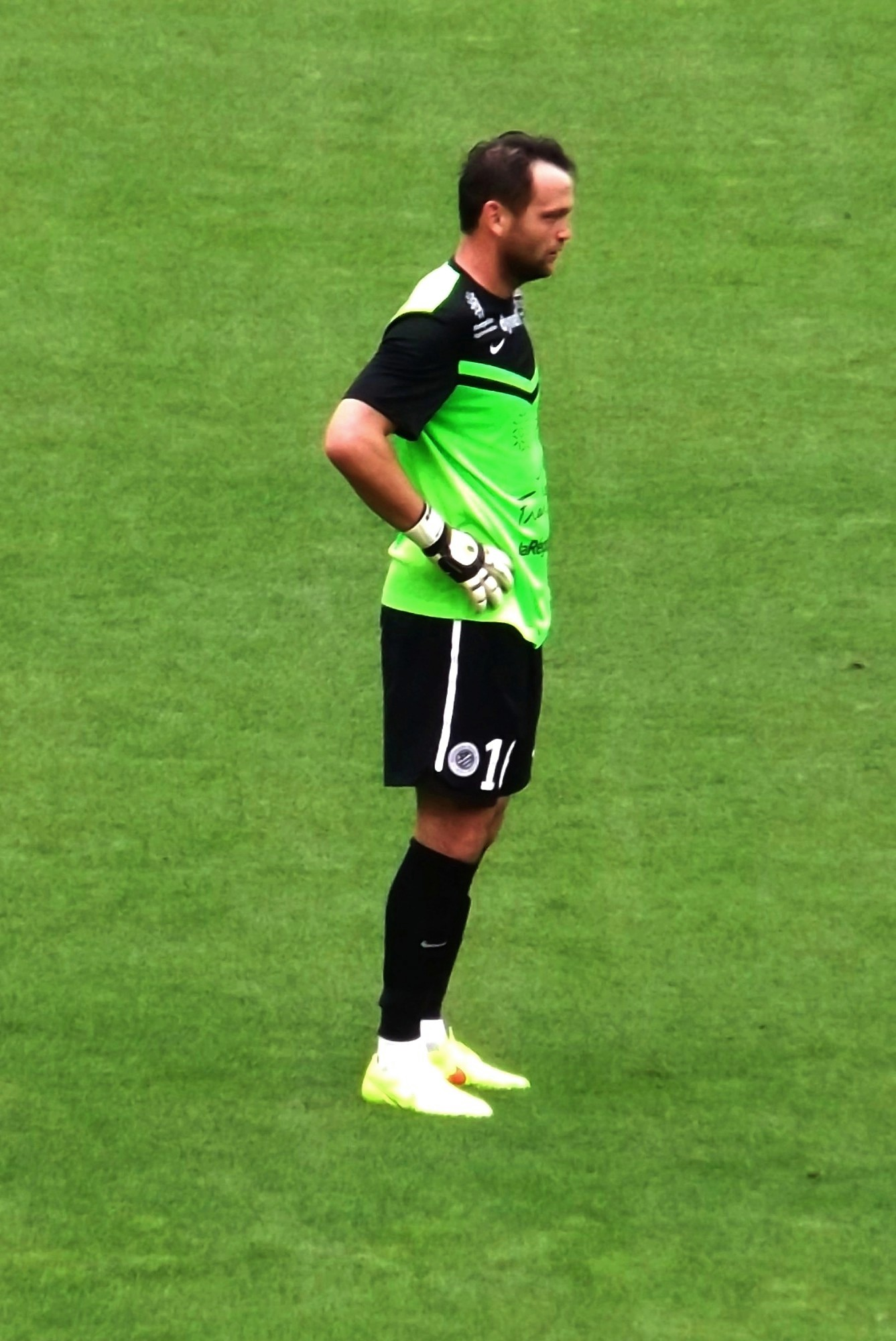
Jourdren sous les couleurs du MHSC.

Il poursuit sa formation au Montpellier Hérault Sport Club dans lequel il signe son premier contrat pro d'une durée de trois ans en juillet 2007 après avoir été appelé à être titulaire à la fin de la saison 2006-2007 à la suite de la blessure de Laurent Pionnier. il reste numéro un jusqu'à sa blessure au début de la saison 2008-2009 remplacé alors par Johann Carrasso.
Il retrouve sa place de titulaire lors de la montée du club en Ligue 1 , à la suite de la blessure du gardien titulaire qui s'est blessé en stoppant un pénalty lors de la dernière journée de L2 contre le RC Strasbourg,. C'est notamment grâce à ses bonnes performances que les héraultais se hissent à la cinquième place de Ligue 1 et sont la plus belle surprise de la saison 2009-2010.
La saison suivante, il joue ses premiers matchs européens en prenant part à la Ligue Europa. Lors de la saison 2011-2012, il est champion de France et joue la saison suivante la Ligue des champions pour la première fois de sa carrière.
Longtemps blessé lors de la saison 2015-2016, il ne prend part qu'à très peu de matchs. En avril 2016, il fait partie d'une liste de 58 joueurs sélectionnables en équipe de Bretagne, dévoilée par Raymond Domenech qui en est le nouveau sélectionneur.
Lors de la saison 2016-2017, à la suite d'une baisse de forme notamment lors d'une défaite six buts à deux face à Monaco, il est mis à l'écart et remplacé par Laurent Pionnier.

### Suite de sa carrière à Nancy
Le 11 juillet 2017, il signe un contrat de deux ans en faveur de l'AS Nancy-Lorraine, avec l'ambition de faire remonter le club en Ligue 1.
La saison s'annonce très vite difficile autant du point de vue collectif qu'individuel. Le 25 août 2017, à la fin du match disputé contre le Stade brestois, Jourdren s'en prend aux supporters de Brest derrière son but, et dégage un ballon dans leur direction. Il s'ensuit un carton rouge et un envahissement de terrain. Jourdren écope par la suite de dix matchs ferme de suspension.
À l'aube de la saison 2018-2019, le nouvel entraîneur Didier Tholot annonce que Jourdren sera le troisième gardien de l'effectif derrière Guy Roland Ndy Assembe et Sergey Chernik. Malgré le limogeage du technicien, après un début de saison catastrophique, le gardien annonce le 4 novembre 2018 qu'il résilie son contrat avec l'AS Nancy Lorraine.

### Reconversion
Geoffrey Jourdren entame une reconversion en tant qu'entraîneur et prépare son diplôme d'entraîneur au sein du club de Montpellier.
En juin 2021, il est diplômé du certificat d'entraîneur gardien de but niveau 2 (CEGB), délivré par la FFF.
Depuis 2022, Geoffrey Jourdren entraîne les jeunes gardiens U14 à U17 nationaux, au centre de formation du MHSC.

## Statistiques
| Saison                | Club                  | Championnat           | Championnat | Championnat | Coupe nationale | Coupe nationale | Coupe de la Ligue | Coupe de la Ligue | Supercoupe | Supercoupe | Compétition(s) continentale(s) | Compétition(s) continentale(s) | Compétition(s) continentale(s) | Total | Total |
| Saison                | Club                  | Division              | M.          | B.          | M.              | B.              | M.                | B.                | M.         | B.         | Comp.                          | M.                             | B.                             | M.    | B.    |
| 2006-2007             | Montpellier HSC       | Ligue 2               | 12          | 0           | 5               | 0               | 1                 | 0                 | -          | -          | -                              | -                              | -                              | 18    | 0     |
| 2007-2008             | Montpellier HSC       | Ligue 2               | 32          | 0           | 1               | 0               | 1                 | 0                 | -          | -          | -                              | -                              | -                              | 34    | 0     |
| 2008-2009             | Montpellier HSC       | Ligue 2               | 1           | 0           | -               | -               | -                 | -                 | -          | -          | -                              | -                              | -                              | 1     | 0     |
| 2009-2010             | Montpellier HSC       | Ligue 1               | 38          | 0           | -               | -               | -                 | -                 | -          | -          | -                              | -                              | -                              | 38    | 0     |
| 2010-2011             | Montpellier HSC       | Ligue 1               | 37          | 0           | -               | -               | -                 | -                 | -          | -          | C3                             | 2                              | 0                              | 39    | 0     |
| 2011-2012             | Montpellier HSC       | Ligue 1               | 34          | 0           | -               | -               | 1                 | 0                 | -          | -          | -                              | -                              | -                              | 35    | 0     |
| 2012-2013             | Montpellier HSC       | Ligue 1               | 33          | 0           | 1               | 0               | -                 | -                 | 1          | 0          | C1                             | 4                              | 0                              | 39    | 0     |
| 2013-2014             | Montpellier HSC       | Ligue 1               | 34          | 0           | 1               | 0               | -                 | -                 | -          | -          | -                              | -                              | -                              | 35    | 0     |
| 2014-2015             | Montpellier HSC       | Ligue 1               | 29          | 0           | -               | -               | -                 | -                 | -          | -          | -                              | -                              | -                              | 29    | 0     |
| 2015-2016             | Montpellier HSC       | Ligue 1               | 7           | 0           | -               | -               | -                 | -                 | -          | -          | -                              | -                              | -                              | 7     | 0     |
| 2016-2017             | Montpellier HSC       | Ligue 1               | 13          | 0           | -               | -               | -                 | -                 | -          | -          | -                              | -                              | -                              | 13    | 0     |
| Sous-total            | Sous-total            | Sous-total            | 270         | 0           | 8               | 0               | 3                 | 0                 | 1          | 0          | -                              | 6                              | 0                              | 288   | 0     |
| 2017-2018             | AS Nancy-Lorraine     | Ligue 2               | 23          | 0           | 1               | 0               | -                 | -                 | -          | -          | -                              | -                              | -                              | 24    | 0     |
| 2018-2019             | AS Nancy-Lorraine     | Ligue 2               | 0           | 0           | -               | -               | -                 | -                 | -          | -          | -                              | -                              | -                              | 0     | 0     |
| Sous-total            | Sous-total            | Sous-total            | 23          | 0           | 1               | 0               | -                 | -                 | -          | -          | -                              | -                              | -                              | 24    | 0     |
| Total sur la carrière | Total sur la carrière | Total sur la carrière | 293         | 0           | 9               | 0               | 3                 | 0                 | 1          | 0          | -                              | 6                              | 0                              | 312   | 0     |

## Palmarès

### En équipe nationale
Il fait partie du groupe, en tant que doublure d'Hugo Lloris, lors de la victoire de l'équipe de France au championnat d'Europe des moins de 19 ans en 2005.

### En club
Appelé en tant que titulaire à la fin de la saison 2006-2007 du Montpellier Hérault SC à la suite de la blessure de Laurent Pionnier, il reste numéro un jusqu'à sa blessure au début de la saison 2008-2009 remplacé alors par Johann Carrasso, il décroche tout de même lors de cette saison, le titre de vice-champion de Ligue 2. Le 20 mai 2012, il décroche le titre de champion de France avec le Montpellier Hérault SC en tant que gardien numéro un du club, notamment grâce à une très grande saison du buteur phare du championnat, Olivier Giroud, qui termine meilleur buteur de la saison avec 21 réalisations.